# عبد الدايم الصماري
عبد الدايم الصماري هو منتج تلفزيوني ومذيع تونسي بقناة الجزيرة يذيع وينتج برنامج «في الواجهة».

## المسيرة المهنية
عمل عبد الدايم الصماري قارئا للتقارير الإخبارية في نشرة «الأنباء» في قناة تونس 7 ثم انتقل لقناة الجزيرة أين ينتج ويذيع برنامج «في الواجهة».